# George Ogden Abell
Pour les articles homonymes, voir George Abell et Abell.
George Ogden Abell (Los Angeles, 1er mars 1927 – Los Angeles, 7 octobre 1983) est un astronome américain de l'UCLA.

## Biographie
Il est admiré comme astronome chercheur, enseignant talentueux, administrateur, porte-parole en science et en éducation et comme détracteur des pseudo-sciences. Abell obtient son B.S. (1951), M.S. (1952) et Ph.D. (1957) au California Institute of Technology. Il commence sa carrière d'astronome comme guide de visite à l'observatoire Griffith à Los Angeles.
Comme astronome, il est surtout connu pour son catalogue d'amas de galaxies collecté lors de son travail comme observateur pour le Palomar Observatory Sky Survey. L'analyse qu'il fait de ces amas améliore notre compréhension de leur formation et de leur évolution. Il démontre que les amas de deuxième niveau existent, réfutant le modèle hiérarchique de Carl Charlier. Il montre également comment la luminosité des amas peut être utilisée comme échelle de distance.
Le catalogue Abell est une liste presque complète d'environ 4000 amas contenant au moins trente membres jusqu'à un redshift de z = 0,2 (Voir Listes d'amas de galaxies). Le catalogue initial d'amas de l'hémisphère nord est publié en 1958. Le catalogue étendu, incluant les amas de l'hémisphère sud, est publié à titre posthume en 1987 en collaboration avec Harold G. Corwin et Ronald P. Olowin.
Abell codécouvre également la comète périodique 52P/Harrington-Abell. Avec Peter Goldreich, il établit correctement que les nébuleuses planétaires proviennent des géantes rouges.
Abell se consacre à l'enseignement et est pendant plus de 20 ans membre du corps enseignant au Summer Science Program (en) pour les étudiants de l'enseignement supérieur. Le programme lui rend toujours hommage au travers de la bourse scolaire Abell. Il est impliqué dans la production des séries TV éducatives Understanding Space and Time (comprendre l'espace et le temps) et Project Universe (projet Univers).
Abell est un pourfendeur acharné des propos pseudo-scientifiques tels que ceux d'Immanuel Velikovsky. Il est un des cofondateurs du Committee on Scientific Investigation of Claims of the Paranormal (CSICOP) et écrit des articles pour leur revue, The Skeptical Inquirer. Il a par exemple démontré en 1979 qu'un moustique posé sur notre bras, exerçait plus d'attirance que la Lune, mettant à mal les fausses idées telle que la Lune pouvait exerçait une influence sur notre corps, car celui-ci composé d'eau.
Abell est président de la commission de Cosmologie de l'Union astronomique internationale et président de l'Astronomical Society of the Pacific. Il est élu membre de la Royal Astronomical Society en 1970. Il est président du département d'astronomie de l'UCLA de 1968 à 1975 et président du comité pour l'éducation de la Société américaine d'astronomie. Au moment de son décès, il allait devenir éditeur du Astronomical Journal, à compter du 1er janvier 1984. En 1977 il calcule l'Effet Mars avec Paul Kurtz & Dennis Rawlins.
L'astéroïde (3449) Abell porte son nom, tout comme l'observatoire George Abell à l'Open University à Milton Keynes en Angleterre.

## Découvertes

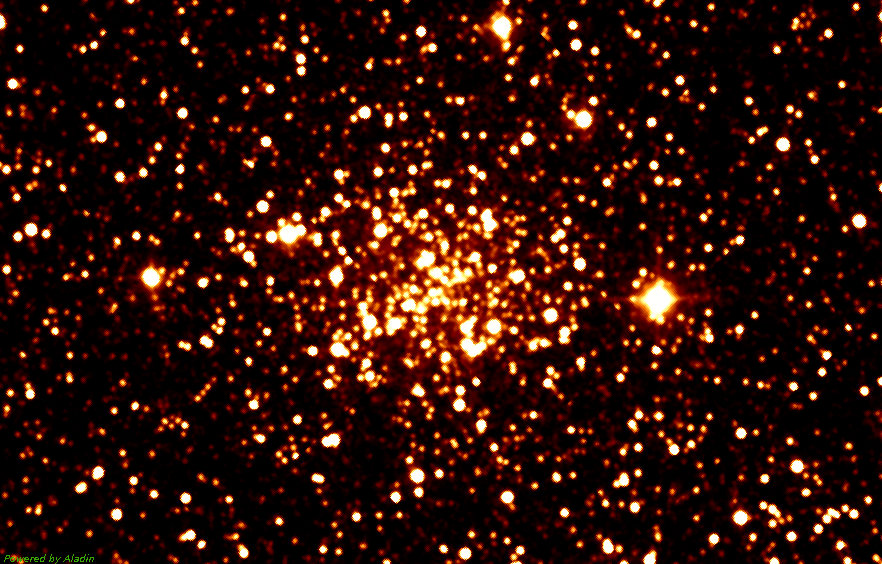
L'amas globulaire Palomar 10, dans la constellation de la Flèche, découvert par G. O. Abell en 1955.

En 1954 Palomar 1 un amas globulaire de la constellation de Céphée.

En 1955 Abell 39 une nébuleuse planétaire de la constellation d'Hercule.

En 1958 Abell 2142 (en) un amas de galaxies dans la Couronne boréale.

Abell 2151 ou Amas d'Hercule se compose de 100 galaxies dans la constellation d'Hercule. À ne pas confondre avec Messier 13 qui est un amas globulaire.

Abell 426 ou Amas de Persée dans la constellation de Persée.